# British Home Championship 1961/62
Die British Home Championship 1961/62 war die 67. Auflage des im Round-Robin-System ausgetragenen Fußballwettbewerbs zwischen den vier britischen Nationalmannschaften von England, Nordirland (bis 1949/50 Irland), Schottland und Wales.
| Pl. | Nationalmannschaft | Sp. | S | U | N | Tore    | Punkte |
| --- | ------------------ | --- | - | - | - | ------- | ------ |
| 1.  | Schottland         | 3   | 3 | 0 | 0 | 010:100 | 06:0   |
| 2.  | Wales              | 3   | 1 | 1 | 1 | 005:300 | 03:30  |
| 3.  | England            | 3   | 0 | 2 | 1 | 002:400 | 02:40  |
| 4.  | Nordirland         | 3   | 0 | 1 | 2 | 002:110 | 01:50  |

|                                               |   |            |           |
| 7. Oktober 1961 in Belfast (Windsor Park)     |   |            |           |
| Nordirland                                    | – | Schottland | 1:6 (1:3) |
| 14. Oktober 1961 in Cardiff (Ninian Park)     |   |            |           |
| Wales                                         | – | England    | 1:1 (1:1) |
| 8. November 1961 in Glasgow (Hampden Park)    |   |            |           |
| Schottland                                    | – | Wales      | 2:0 (1:0) |
| 22. November 1961 in London (Wembley Stadium) |   |            |           |
| England                                       | – | Nordirland | 1:1 (1:0) |
| 11. April 1962 in Cardiff (Ninian Park)       |   |            |           |
| Wales                                         | – | Nordirland | 4:0 (2:0) |
| 14. April 1962 in Glasgow (Hampden Park)      |   |            |           |
| Schottland                                    | – | England    | 2:0 (1:0) |